# Дезир, Жан-Клод
Жан-Клод Дезир (исп. Jean-Claude Désir; род. 8 августа 1946, Гаити) — гаитянский футболист, полузащитник.

## Карьера

### Клубная карьера
Во взрослом футболе дебютировал в 1965 году в клубе «Эгль Нуар», где играл на протяжении всей своей карьеры, продолжавшейся двенадцать лет. В 1966 году непродолжительное время находился в аренде в клубе «Расинг Клуб Гаитьен», а в 1968 году находился в клубе «Детройт Кугарс».
Завершил карьеру футболиста в 1977 году.

### Карьера в сборной
В 1965 году дебютировал в официальных матчах в составе национальной сборной Гаити. В составе сборной был на отборочном этапе чемпионата мира 1970 года. На чемпионате наций КОНКАКАФ 1973 года вместе с командой завоевал золотую медаль.
Дезир играл в составе сборной на чемпионате мира 1974 года, сыграв во всех трёх матчах своей команды против сборных Италии, Польши и Аргентины. В составе сборной также принимал участие в отборочном этапе чемпионата мира 1978 года.
Всего в составе сборной принял участие в 40 матчах, забив 10 голов.